# オカダ・カズチカ
オカダ・カズチカ（1987年11月8日 - ）は、日本の男性プロレスラー。本名は岡田 和睦（おかだ かずちか）。愛知県安城市出身。AEW所属。血液型A型。妻は声優・女優・歌手の三森すずこ。

## 来歴

### デビュー前 - 闘龍門時代
オカダは小学校5年生までは安城市に在住していたが、母の郷里である長崎県五島列島の自然に引かれ、そこに住みたいと自分で決めて1年半の間「山村留学」として同地に住み、安城市立安祥中学校入学と同時に安城に戻った。中学時代は野球に打ち込み、陸上では短距離100メートル走で愛知県大会8位を記録する。中学時代の100m自己ベストタイムは11秒68。野球では目立った実績を残していないが、俊足だったため高校の陸上部からスカウトが来たことがある。
プロレスの存在は中学時代に5つ上の兄が友達から借りてきたプロレスのゲームソフト『新日本プロレス 闘魂炎導 BRAVE SPIRITS』（ハドソン）によって知り、これがきっかけで新日本プロレスを録画して見るようになった。しかし新日本の試合を見ていた時期は短く、新日本がいわゆる暗黒期と呼ばれる時代に入っていたことから「プロレスを好きになって最初は見ていたんですけど、新日本がつまらなくなったんです。格闘技路線に走ったから。それで見なくなりました」と魅力を感じなくなった。オカダの心を掴んだ存在としては他にウルティモ・ドラゴンのプロレススクール闘龍門があり、後年の文献では「たまたま家がケーブルテレビに入っていて、それで闘龍門を見たんです。闘龍門には新日本と違っていろんな色の人がいて。赤い人もいれば、緑もいて。黄色だオレンジだって、カラフルで目を惹きましたね」と本人が当時を述懐している。闘龍門を見てプロレスの華の部分にひかれたオカダは以降、プロレスファンよりも闘龍門ファンになり、地元の近くで興業があれば観戦にも出かける熱の入れようであった。
15歳で「闘龍門」の13期生として入門。闘龍門への入学に際して親は最初は高校入学を望んで反対したが、山村留学の例から明らかなように自分で決めたら他者の意見を聞かないオカダの性格を熟知していた親は結局折れてプロレス入りを認めた。
オカダが入門したばかりの頃の闘龍門は練習生が多く飽和状態になっていたため、当時コーチを務めていたミラノコレクションA.T.の証言によると何人か辞めさせるために過度に厳しい練習メニューを課していた。基礎体力が他の練習生に比べて劣っていたオカダは、過酷な練習メニューが与えられた。ハードな練習が終わっても新弟子はハードな雑用が待っており、寮でのオカダは睡眠時間以外、心身共に休まらない暮らしを強いられた。何度も周囲から「やめるか?」と聞かれても、オカダは自身は中卒なので他に行く所がないと考えていたため「やめないです!」と意地になっていた。
2004年8月29日、メキシコ・アレナコリセオにおけるネグロ・ナバーロ戦でデビュー。2005年12月のヤングドラゴン杯を制覇する。デビュー後のオカダはウルティモ・ドラゴンからの指名でメキシコ、日本、アメリカ、カナダなどで試合を経験。ドラゴンからスターとしての資質を見抜かれていたオカダは付き人ではなかったが何かとドラゴンに帯同することが多く、若手のうちから様々な経験を積んだ。
2007年5月13日、闘龍門MEXICO『ウルティモ・ドラゴン20周年記念&闘龍門メキシコ10周年記念自主興行 DRAGOMANIA II』アレナ・メヒコ大会に大抜擢され、その時、師匠のウルティモ、ミル・マスカラスと言った大物とタッグを組んだ。日本から来た鈴木みのる、高山善廣と対戦。7月22日、「ウルティモ・ドラゴン20周年記念興行」に参戦し、獣神サンダー・ライガー、ミラノコレクションA.T.と組みTAJIRI、折原昌夫、大原はじめ組と対戦。試合に敗れた後、新日本プロレスに入団することを発表した。「自分はやることがなくなっちゃうと変わりたくなるんですよね。高校に行かなかったのも、高校で特にやることが見つからなかったんで、じゃあ、プロレスに入っちゃえって。それでメキシコでやってるうちに、だんだんメキシコでやることもなくなってきて。じゃあ、新日本に行かせてもらえないかなって気持ちが出てきたんです」と後に答えている。

### 新日本プロレスへ移籍 - 再デビュー
2007年8月に新日本へ移籍、新弟子として基礎体力作りや受け身、ロープワークなど1からトレーニングを積み直した。メキシコでは基礎体力をつける練習をあまりやっていなかったため、新日本での初期の練習はかなりきつく感じていた。8月26日に新日本の「LAST OF C.T.U」興行、内藤哲也戦でプレ再デビュー。2008年4月12日に石狩太一戦で正式に再デビューした。
2009年5月5日、プロレスリング・ノアとの対抗戦に抜擢され、後藤洋央紀と組み杉浦貴、青木篤志と対戦するも惨敗。5月6日に新日本での試合を終えた後、天山広吉と共にNOAHに参戦。小橋建太、伊藤旭彦組と対戦するが、この試合も敗北した。6月20日に潮崎豪とシングルマッチで激突するも、ピンフォール負け。対NOAH戦3連敗に終わった。
2010年1月19日、TNAへの無期限武者修行を発表。1月31日に棚橋弘至を相手に壮行試合を行い、渡米する。
2011年1月4日、レッスルキングダムVで後藤洋央紀とのタッグで、杉浦貴、高山善廣組と対戦。高山のエベレストジャーマンで敗北を喫し、この試合後に再びTNAに遠征し、海外武者修行を継続。
2月、同年公開の映画のグリーン・ホーネットの登場人物であるカトーを真似たギミックであるオケイトへと変身。サモア・ジョーの助手として、ディアンジェロ・ディネロと抗争を展開する。5月に新日本プロレスアメリカツアーのIWGPインターコンチネンタル初代王者決定戦トーナメントに参加。MVPと対戦するが敗戦。

### レインメーカーとして

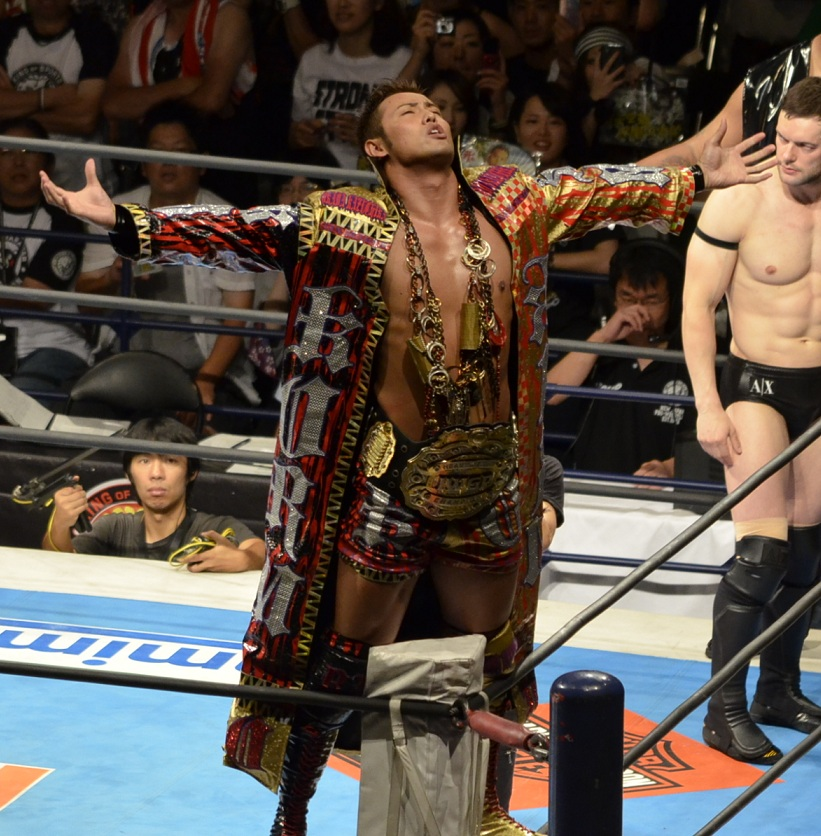
レインメーカーのポーズを決めるオカダ・カズチカ。

入場時にばらまかれるレインメーカードル。

#### 2011年
12月、TNAでの武者修行を経て新日本に凱旋帰国。髪を金髪に染め上げ、ファイトスタイルも従来のものよりヒール寄りのスタイルに変化。凱旋帰国後のインタビューでは「バケモノを越えた存在」「新日本に金の雨を降らせる」（入場時に自身の顔が入った紙幣をばらまく）と豪語し、自らを「レインメーカー」と称した。自身が「レインメーカー」として完成した要因として本人は後に闘龍門、新日本、TNAの3つがあったと振り返っており、後年の文献では「違うんですよ、闘う気持ちっていうのが。闘龍門ではガムシャラに試合していればいいって思ってたんですけど、新日本ではヤングライオンっていうんですか?その気持ちをぶつける。そういうのはいま思えばいい勉強になったなって。だから（新日の）生え抜きなんですよ。他団体から来たってイチからやってますからね」「TNAではプロレスっていうのは見られている仕事だって習いました。最初に言われたんですよ、『オマエはリングに上がってお客さんになにを伝えたいんだ?』って。普通に出て試合してるだけじゃダメだと。意味わかんなかったですね、最初は」と話している。

#### 2012年
1月4日、レッスルキングダムVIの舞台でCMLLから凱旋帰国したYOSHI-HASHIとダブル凱旋帰国試合を行い、勝利を収める。メインイベント終了後、IWGPヘビー級王座を保持する棚橋弘至の前に現われ、挑戦表明を行う が、観客からブーイングで拒絶され、時期尚早のスタンスを取った棚橋から「IWGPは遠いぞ」「挑戦したいんだったら、力で上がってこい」と一蹴される。しかし、翌日の会見でオカダはマネージャーの外道を伴い、同王座挑戦を改めてアピール。結果的に正式な選手権試合が組まれる事となり、次期シリーズよりCHAOSの一員として活動を開始する。
2月12日、THE NEW BEGINNINGにて、棚橋の保持するIWGPヘビー級王座に初挑戦。レインメーカーでピンフォールを奪い、中邑真輔に次ぐ史上2番目の若さで同王座を戴冠した。その後、3月4日後楽園大会の「新日本プロレス創立40周年記念興行」で内藤哲也を、5月3日にNEW JAPAN CUP覇者の後藤洋央紀を相手に防衛に成功する。
6月16日、DOMINION6.16で、棚橋を相手に3度目の防衛戦を行ったが、ピンフォール負けを喫し王座から陥落した。
8月、G1 CLIMAXに初出場。リーグ戦を1位で通過し、決勝戦でカール・アンダーソンと対決。この試合を制し、初出場・初優勝並びに史上最年少優勝記録を樹立。試合後のインタビューで「翌年1月4日東京ドーム大会のメインイベントでのIWGPヘビー級王座挑戦」の確約を要求。後日の会見で、菅林直樹社長から東京ドームIWGPヘビー級王座挑戦権利書を授与される。
10月8日両国大会でアンダーソン、11月11日大阪大会で後藤洋央紀と挑戦権利証を賭けた試合でいずれも勝利を収めると、正式な挑戦者として受理。その日に王座を防衛した棚橋弘至に対して「これからは逸材に代わって、レインメーカーが新日本プロレスを引っ張っていきますんで、お疲れ様でした」と同年の1月4日東京ドーム大会で同王座の挑戦表明をした際に発した台詞で挑発した。
12月10日、東京スポーツ主催のプロレス大賞で最優秀選手賞（MVP）、ベストバウト賞を受賞した。最優秀選手賞は1982年に受賞した初代タイガーマスク以来となる最年少タイ記録を更新した。日刊バトル大賞プロレス部門でも最優秀選手賞、殊勲賞、最高試合賞を受賞 し、前述のプロレス大賞と併せると五冠王に輝いた。

#### 2013年
1月4日、レッスルキングダム7のダブルメインイベントに登場し、IWGPヘビー級王座を賭けて棚橋と三度激突した。互いのフィニッシュ・ホールドを巡る攻防の末、棚橋のハイフライフローで敗北した。その後、一昨年より新日本に参戦している鈴木みのる率いる鈴木軍と抗争を展開、2月10日広島大会で鈴木と対戦するがピンフォール負けを喫し、シングル2連敗とスランプに陥った。
3月、「己に慢心があった」と分析したオカダはハングリー精神を取り戻すため、世田谷区内の高級住宅に引っ越し、家具も一新した。高級車であるシボレー・コルベットを購入し、約1000万を散財した。11日に開催されたNEW JAPAN CUPでは、決勝戦で後藤を下し優勝する。4月7日両国大会でIWGP王者の棚橋と再戦しレインメーカーでピンフォール勝ちを収め、第59代王者に輝いた。8月18日、凱旋帰国後初の他団体としてDDTプロレスリングに参戦。「両国ピーターパン2013」にて飯伏幸太とシングルマッチで対戦し、勝利を収めた。

#### 2014年
4月6日、タマ・トンガ、バッドラック・ファレとのタッグ戦の勝利後リングへ乱入したAJスタイルズに襲撃され失神してしまう。AJはその場でマイクを持ってIWGPヘビー級王座挑戦を宣言。5月3日、レスリングどんたく2014にて、AJスタイルズに敗れ、長らく保持し続けたIWGPヘビー級王座から陥落する。5月25日、BACK TO THE YOKOHAMA ARENAにて、王座奪還に向けてAJスタイルズと対戦した。BULLET CLUBの高橋裕二郎の介入もあったが、前の試合で裕二郎に奇襲された石井智宏が迎撃した。しかし、AJのブラディーサンデーからのスタイルズクラッシュを受けて敗北。王座奪還はならなかった。
7月2日に西武ドームで行われた西武 対 日本ハム戦の始球式にリングコスチュームで登板、球速106km/hを計測した。オカダは「200キロは出てなかったですかね？気持ち良かったです」、「ここで試合ができると思うとテンションが上がりますね。決勝まで勝ち上がって優勝したいと思います。」とコメントしている。
8月10日、G1 CLIMAX 24西武ドーム大会の決勝戦で同門のCHAOSの中邑と対決し勝利して2回目のG1制覇した。その後、東京ドームIWGPヘビー級挑戦権利証を授与される。
10月13日 両国国技館大会でIWGPヘビー級挑戦権利証を賭け、内藤と対戦し勝利を収め2015年1月4日、レッスルキングダム9のメインイベントで第61代同王者棚橋との試合が決定した。

#### 2015年
1月4日、レッスルキングダム9のメインイベントでのIWGPヘビー級の奪取に失敗、試合後花道で涙を流すなど今まで見られないような素顔を見せた。
3月22日放送の『ビートたけしのスポーツ大将』では番組内のコーナー「復活！暴流闘くんに挑戦」に出演。暴流闘くんと短距離走で対決している。
4月5日、1月から3連敗を喫していたバッドラック・ファレにレインメーカーで勝利、抗争に決着を付けた。メインイベント後に乱入しIWGPヘビー級王者AJスタイルズにレインメーカーを炸裂させ同王座への挑戦を表明した。7月5日、大阪城ホール大会にてAJに勝利し、IWGPヘビー級王座を奪還した。
8月、G1 CLIMAXに出場。順調に白星を積み重ねたが、最終公式戦で中邑真輔にギブアップ負けを喫し、予選敗退となった。2012年に凱旋帰国してから初めてのギブアップ負けであった。
8月16日、6人タッグマッチながらもAJスタイルズにピンフォール負けを喫した。この日の休憩時間に天龍源一郎から引退試合の相手に指名され、これを受諾した。
10月12日、KING OF PRO-WRESTLINGにてAJスタイルズを退け、IWGPヘビー級王座初防衛に成功した。
11月15日、天龍プロジェクト両国大会のメインイベントで、この試合を最後に引退する天龍とシングルマッチで対戦し、勝利を収めた。
12月8日、東京スポーツ主催のプロレス大賞において、最優秀選手賞（MVP）並びに上記の天龍×オカダのカードが年間最高試合賞（ベストバウト賞）を受賞した。

#### 2016年

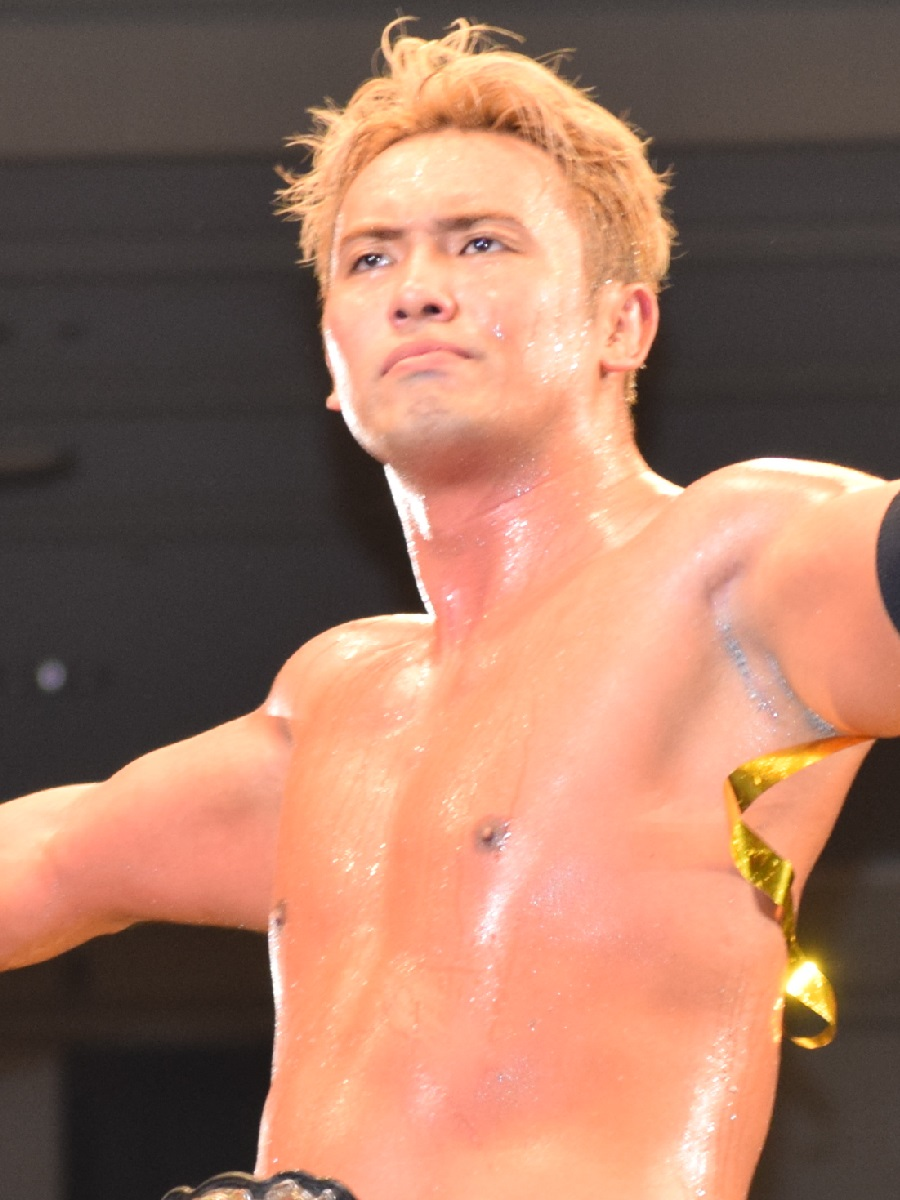
2016-02-11

1月4日のレッスルキングダム10で前年のG1を制した棚橋と対戦して勝利。
2月11日、後藤に勝利し3度目の防衛に成功する。
3月、CHAOSの新メンバーとしてウィル・オスプレイの加入を発表。NEW JAPAN CUPの決勝で敗退した後藤をCHAOSに勧誘。後藤が応じた事でCHAOSに加入する。
4月10日、両国大会でNEW JAPAN CUPを制した内藤哲也と対戦したが、突如乱入したロス・インゴベルナブレス・デ・ハポンのSANADAの介入に苦しめられ、最後は内藤のデスティーノで敗れて王座から陥落した。
6月、大阪城ホール大会で、内藤に勝利し王座を奪還した。
8月、G1 CLIMAX 26の準決勝進出。棚橋とドローになり決勝進出を逃した。
10月8日、NOAHのGHCタッグ王座にYOSHI-HASHIとタッグを組み丸藤正道、矢野通組に挑戦するも敗戦。
10月10日、両国大会にて、丸藤正道とのIWGPヘビー級選手権試合に勝利する。

#### 2017年
1月4日、レッスルキングダム11で、G1覇者のケニー・オメガとの45分を超える試合を制して王座を防衛した。
2月5日、THE NEW BEGINNING in SAPPOROにて、鈴木みのるとの40分を超える試合に勝利し、3度目の防衛に成功。
4月9日、SAKURA GENESIS 2017にてNEW JAPAN CUP覇者の柴田勝頼と対戦。試合後に柴田が救急搬送されるほどの激しい戦いを制し、4度目の防衛に成功。
5月3日、レスリングどんたく2017のメインとしてバッドラック・ファレと対戦。レインメーカーを決めて勝利し、5度目の防衛に成功。試合後、1月に死闘を演じたケニー・オメガをIWGPヘビー次期挑戦者に指名した。
6月11日、保険見直し本舗 Presents DOMINION 6.11 in OSAKA-JO HALLにおいて、自らが挑戦者として指名したケニー・オメガと対戦。60分で決着がつかずに引き分けとなり、6度目の防衛に成功。
7月1日、新日本プロレス初となるアメリカでの単独興行・ロングビーチ大会でCody戦を制して、IWGPヘビー級王者の7度目の防衛に成功。
8月、G1 CLIMAX 27に出場。本大会では優勝した暁に、自身が始めた1.4東京ドームでのIWGPヘビー級王座への挑戦権利書の廃止を公言。Bブロック破竹の6連勝で、ぼぼ決勝を確定させたかと思われたが8月5日、大阪大会でロスインゴベルナブレスデハポンのEVIL戦に敗れ連勝ストップ。さらにこの試合、場外でパイプ椅子上に叩きつけられ首を負傷した。次戦で鈴木みのると引き分けるも、執拗なまでに痛めた首を責められ悪化。
8月12日、ポイント上引き分けでも決勝進出となる決勝進出決定戦でケニー・オメガに敗れ、本年も予選敗退となった。
10月9日、両国国技館大会にてEVILとの防衛戦に勝利し、IWGPヘビー級王者の8度目の防衛に成功。

#### 2018年
1月4日、東京ドーム レッスルキングダム12のメーンイベントにてG1覇者の内藤戦を制して、IWGPヘビー級王者の9度目の防衛に成功。あわせて橋本真也の持つ防衛日数の歴代1位の更新を確実とした。
1月13日、東京スポーツにて、声優・歌手の三森すずこと2017年8月から交際している事が明らかとなった。この日の夜にオカダ・三森双方共に自身のTwitterで正式に交際を認めている。
2月10日、大阪大会でSANADA戦を制して、IWGPヘビー級王座の10度目の防衛に成功。
4月1日、SAKURA GENESIS 2018 東京・両国国技館でザック・セイバーJr.の関節技に苦しめられながらも勝利し、防衛記録タイとなる11度目の防衛に成功（V11）。試合後に観客の歓声に答える形で同記録保持者の棚橋弘至がリングに姿を表し次回挑戦を表明し、バックステージではオカダもそれを了承した。
5月4日、福岡国際センター大会で棚橋弘至との死闘を制して、防衛新記録となる12度目の防衛を達成。試合後にオカダ自ら2017年大阪城ホールで引き分けだったケニー・オメガを指名し、リングに姿を現したケニーに対し時間無制限を要求した。しかしこの提案に対してケニーからはより楽しみたい理由から時間無制限三本勝負を提案され、それを快諾した。
6月9日、DOMINION 大阪城ホールでIWGPヘビー級選手権試合時間無制限3本勝負 にて1－2でケニー・オメガに破れ、王座陥落。この時点でのIWGPヘビー級王座のベルト保持日数は720日となり、史上最長記録となった。この選手権試合での敗北を機に、オカダは髪を赤く染め、パンタロンを黒くして、入場時は風船を持つ大幅なキャラ変更を行った。
8月12日、日本武道館で開催された『G1 CLIMAX 28』はAブロック予選を勝ち点13で2位となったが1位で勝ち点15の棚橋に予選通過を譲った（棚橋は同トーナメントを優勝）。負けた試合のうちどちらかを勝っていれば棚橋とは同率1位となり、合計勝ち点の差で予選通過（いわゆるオポネント抜け）していた計算になる。同予選で唯一となる時間切れ引き分けを棚橋との対戦で記録している。翌日の試合終了後、自ら「マネジャーの外道さんに頼らずに１人でやっていくことにしました」とコメントし、6年半続いた外道とのコンビ解散を表明した。
9月23日、兵庫・神戸ワールド記念ホールで行われた「DESTRUCTION in KOBE」の第9試合で、棚橋弘至とIWGPヘビー級王座挑戦権利証争奪戦を行うが、ハイフライフローで敗れる。試合終了後、ジェイ・ホワイトがリングに乱入し、ブレードランナーで棚橋をKO。場内が大ブーイングに包まれる中、ジェイは同じCHAOSの同門であるはずのオカダにも襲い掛かってストンピングを連発する。さらに、オカダに反旗を翻した外道により椅子で背中を殴打され、完全にKOされた。
10月8日、東京・両国国技館で行われた「九州三国志 presents KING OF PRO-WRESTLING」の第8試合終了後、敗れたジェイ・ホワイトが勝った棚橋弘至にブレードランナーを見舞おうとしたところ、オカダが棚橋の救出に登場する。場内は大きな「オカダ」コールに包まれるが、突然現れたBULLET CLUB OGの罠にかかり、オカダもKOされた。
10月27日、東京・後楽園ホールで行われた「九州三国志 presents Road to POWER STRUGGLE」第8戦の第4試合、CHAOS組（オカダ・カズチカ&矢野通&バレッタ&チャッキーT&ロッキー・ロメロ）対BULLET CLUB OG組（ジェイ・ホワイト&バッドラック・ファレ&タマ・トンガ&タンガ・ロア&外道）の試合は、外道がロメロから3カウントを奪った。試合終了後、オカダがジェイに襲い掛かるが、返り討ちにあう。その後、ジェイがブレードランナーの体勢に入ったところ、棚橋弘至が登場し、オカダを救出した。ここで棚橋がオカダへ声をかけ、2人でタマにダブルバックエルボーをお見舞い。館内が棚橋コールに包まれる中、棚橋が両手の人差し指を立ててからオカダに握手の手を差し出す。これで場内が「オカダ」コールに包まれると、オカダも同じように左右の人差し指を立て、そこから棚橋とガッチリ握手。場内が大歓声に包まれた。

#### 2019年
1月4日、「WRESTLE KINGDOM 13 in 東京ドーム」の第7試合で、因縁のジェイ・ホワイトとスペシャルシングルマッチを行うが、ブレードランナーに敗れる。
3月、4年ぶりにNEW JAPAN CUPに出場。負けなしで決勝戦まで進み、同じく決勝に勝ち残ったSANADAに勝利し、2013年の初出場以来2度目の優勝となった。
4月6日（現地時間）、マディソン・スクエア・ガーデンにて行われた「G1SpecialCard」のメインイベント（第10試合）で因縁があるジェイ・ホワイトとIWGPヘビー級選手権を行い、レインメーカーでジェイ・ホワイトに勝利。IWGPヘビー級王座に5度目の載冠した。
4月12日、前年より交際していることが報じられていた声優・歌手の三森すずことの結婚を双方のSNSを通じて発表した。
7月、G1 CLIMAX 29にIWGPヘビー級王者として参戦し、開幕6連勝をキープするも、大阪でSANADAに初敗北する。そして浜松でEVILに勝利し7勝1敗となるも、飯伏に初敗北を喫し、優勝決定戦進出とはならなかった。そして優勝決定戦直前に組まれた、
オカダ・カズチカ&棚橋弘至 vs 鈴木みのる&ザック・セイバーJr.にて、鈴木みのるのゴッチ式パイルドライバーでまさかのフォール負けを喫してしまい、8月31日のロンドン大会での鈴木とのIWGPヘビー級選手権が決定する。
8月31日、ロンドン大会にて鈴木みのるを相手に防衛し、次の挑戦者にG1で敗れたSANADAを指名。そして10月の両国大会でIWGPヘビー級選手権が決定する。
10月14日、両国国技館大会にて、SANADAと8度目のシングルとなるIWGPヘビー級選手権にて、開脚式の変形ツームストン・パイルドライバーからのレインメーカーで勝利。この試合は東スポプロレス大賞の年間ベストバウトに選ばれる。試合後、1月4日東京ドーム大会にて飯伏幸太との試合が決定する。

#### 2020年
1月4日の東京ドーム大会でIWGPヘビー級選手権を飯伏幸太と行い、5度目の防衛に成功。観客動員を実数発表した2016年以降初の4万人超えを記録したが、それでも4万3000人の超満員を公言していたため「超満員にならなかった」と本人は悔やんでいた。
1月5日、東京ドーム大会2日目。内藤哲也の保持するIWGPインターコンチネンタル王座とのIWGP二冠戦で敗れ王座陥落。
2月2日、北海きたえーる大会2連戦最終日にてタイチとシングルマッチで激突。2人がシングルで激突するのは、2008年4月12日のオカダの新日本デビュー戦以来約12年ぶりである。タイチが猛攻するもオカダも意地を爆発させ、最後は旋回式ツームストンパイルドライバーからのレインメーカーで勝利した。試合後のマイクで「札幌大会、何も起きなかったので、僕が今、気になっている人のことを言わせてください。おいアントニオ猪木ーーー!」と叫んだ。
2月16日、三森すずことの結婚式を挙げた。
6月、都内某所にてアントニオ猪木との対談が実現。
6月、NEW JAPAN CUPにエントリー。外道、永田裕志、石森太二 、高橋ヒロムを下して決勝進出も、7月11日の大阪大会でEVILに敗れ連覇はならなかった。
7月28日、オンライン会見にて新タイトル「KOPW2020」の発表を行った。
8月、NEVER無差別級6人タッグ王座決定トーナメントに矢野通、SHOとトリオで決勝まで進出するも、後藤洋央紀&石井智宏&YOSHI-HASHIのトリオとの同門対決に敗れる。その後、KOPW2020にエントリー。1回戦で高橋裕二郎&邪道&外道との1vs3ハンディキャップマッチに勝利。
29日明治神宮野球場大会にて、KOPW2020決勝4WAYマッチに出場するも最後は矢野通による急所打ちからの丸め込みでフォール負けを喫した。
10月、G1 CLIMAX 30にエントリーした。
10月16日、Ａブロック最終戦でオスプレイと対戦するも、オスプレイのセコンドに付いていたビー・プレストリー、海外武者修行中だったグレート-O-カーンの乱入により敗れ、試合後にオスプレイのヒドゥン・ブレイドを喰らい、裏切られる形となった。翌日にSHOと組みオスプレイ＆O-カーン組と戦うもまたも敗れ、O-カーン及び2人の立ち上げたユニットであるTHE EMPIREとの因縁が勃発した。
11月7日、O-カーンとのシングルマッチに勝利。試合後にオスプレイから、翌2021年の東京ドーム大会でのシングルマッチを提案された。

#### 2021年
1月4日の東京ドーム大会で、オスプレイとのシングルマッチに勝利。前年2月以来封印していたレインメーカーを11ヶ月振りに解禁した。
G1 CLIMAX 31にてBブロックを8勝1敗1位で優勝決定戦に進出。Aブロック1位飯伏幸太を相手に試合中の怪我によるレフェリーストップではあったが勝利。7年ぶり3度目の優勝した。その後のマイクでは、「怪我により敗戦した飯伏幸太を待つ間、G1チャンピオンの証として4代目のIWGPヘビー級王座のベルトを自分に預けて欲しい」と新日本プロレスに要望をした。この要望はそのまま通り、翌年の東京ドーム大会で行なわれるIWGP世界ヘビー級王座挑戦権利証の代わりとして4代目のIWGPヘビー級王座のベルトを保持することになった。
11月6日の大阪府立体育会館大会で、タマ・トンガを相手にIWGP世界ヘビー級王座挑戦権利証の防衛に成功、翌年の東京ドーム大会で行なわれるIWGP世界ヘビー級王座の挑戦が確定した。

#### 2022年
1月4日の東京ドーム大会で、IWGP世界ヘビー級王者の鷹木信悟に挑戦して勝利、同王座を初戴冠した。思い入れのある4代目のIWGPヘビー級王座のベルトに「ありがとうございました」と深々と礼をして別れを告げ、IWGP世界ヘビー級王座のベルトを腰に巻いた。翌5日の東京ドーム大会では、オスプレイの挑戦を退け、IWGP世界ヘビー級王座の初防衛に成功。試合後に内藤から挑戦表明を受けた。
1月8日の横浜アリーナ大会で行われたプロレスリング・ノアとの対抗戦では、IWGP USヘビー級王座を保持する棚橋と王者タッグを結成し、武藤敬司&清宮海斗と対戦。レインメーカーで清宮を下すと、敗北で泣き崩れる清宮に「こんなんで泣いてんじゃねえぞ。さっさと帰れ」と厳しい言葉を浴びせた。
2月20日、札幌大会で内藤と2度目の防衛戦に臨み、掟破りのデスティーノを繰り出すなど、激闘を制し勝利。試合後に改めて内藤への感謝を述べると共に、IWGPジュニアヘビー級王者であるエル・デスペラードをNEW JAPAN CUP1回戦の相手に指名した。
3月1日、日本武道館での旗揚げ記念日第七試合メインイベントで、棚橋弘至、藤波辰爾と組み、鈴木みのる、ザック・セイバーJr.、藤原喜明と対戦し、レインメーカーで鈴木から勝利。試合後のマイクでは「まだまだ新日本プロレス50周年背負ってプロレス界を盛り上げていきます」と所信表明した。
『NEW JAPAN CUP』では1回戦でデスペラード、2回戦でマスター・ワト、3回戦でタイチ、準々決勝でGLEATから参戦し勝ち進んできたCIMAとの闘龍門対決を制しベスト8入りするも、準決勝では内藤にポルポ・デ・エストレージャで丸め込まれ、敗退。
4月9日の両国大会で、NEW JAPAN CUPを制したザックと3度目の防衛戦に挑み、激闘の末勝利。試合後にNEW JAPAN CUP準決勝で敗れた内藤を挑戦者に指名した。
5月1日、福岡PayPayドーム大会で、内藤と4度目の防衛戦。試合終盤では延髄斬りを見舞い、エメラルドフロウジョン式のツームストンパイルドライバーからのレインメーカーで勝利した。しかし試合後にジェイ・ホワイトが新生BULLET CLUBの面々を引き連れて襲撃し、リング上でKOされてしまった。　
5月30日、妻で声優の三森すずこが第一子の妊娠を発表。
6月12日、ジェイ・ホワイトに敗れ、王座陥落。
4ブロック制で行われた『G1 CLIMAX』ではAブロックにエントリー。ジョナに敗れたものの5勝1敗でブロックを通過すると、準決勝でタマ・トンガ、決勝戦ではウィル・オスプレイを倒し、史上4人目の連覇を達成した。
8月19日、第一子が誕生したことが明かされる。
G1後は2週間の育児休業を取得。育休が明けるとリーグ戦で敗れたジョナとの抗争を開始。10月10日の両国大会で2度目の一騎打ちに勝利し、同日のメインイベントでIWGP世界ヘビー級王座の防衛に成功したジェイ・ホワイトと翌年1月4日の東京ドーム大会で対戦する事が決定した。

#### 2023年
1月4日の東京ドーム大会にて、メインイベントでジェイ・ホワイトを下しIWGP世界ヘビー級王座を奪還。翌5日の大田区総合体育館大会では、前日にIWGP USヘビー級王座を奪取したケニー・オメガとの王者タッグが実現した。
1月21日、2年連続で行われたプロレスリング・ノアとの対抗戦では真壁刀義とのタッグで清宮海斗&稲村愛輝と対戦したが、清宮による自身への顔面蹴りにより試合度外視の大乱闘となってしまいノーコンテストとなる。その後、2月21日のノア東京ドーム大会での両者のシングルマッチが発表された。
2月11日、大阪大会にて鷹木信悟を相手にIWGP世界ヘビー級王座の初防衛に成功。試合後、解説席にゲストで来ていた棚橋弘至を次の防衛戦相手に指名した。
現地時間2月18日、アメリカ・サンノゼ大会にて棚橋弘至を相手に2度目の防衛に成功。試合後のマイクで「棚橋さん、またドリームタッグチーム復活させましょう。そしてIWGPタッグチャンピオンになりましょう！」とIWGPタッグ王座へ挑戦表明を行った。
2月21日、東京ドームで行われた武藤敬司引退試合大会『KEIJI MUTO GRAND FINAL PRO-WRESTLING "LAST" LOVE〜HOLD OUT〜』のセミファイナルにて清宮海斗と対戦。時間無制限1本勝負で行われるも16分32秒で決着。レインメーカー2連発で清宮から勝利した。
3月6日、大田区総合体育館で行われた『旗揚げ記念日』大会にて、棚橋弘至とのタッグでIWGPタッグ王座を懸け、後藤洋央紀＆YOSHI-HASHIの毘沙門と対決。結果は棚橋がフォール負けし、王座戴冠とはならなかった。
3月11日、NEW JAPAN CUP 2回戦 愛知大会にて棚橋とのタッグで海野翔太＆成田蓮組と対戦し、最後は成田をレインメーカーで沈めた。
4月8日、両国国技館にてNEW JAPAN CUP 2023を優勝したSANADAと対戦。最後はレインメーカーを受け止められ新技デッドフォールで敗北。王座から陥落した。その試合後のバックステージに愛知大会のタッグマッチで敗北した成田蓮が登場し、オカダ・カズチカをNEVER無差別級6人タッグ王座の挑戦者に指名。その後、5月3日の福岡国際センター大会にてタイトルマッチが決定した。
5月3日、福岡国際センター大会にて棚橋弘至、石井智宏とのトリオでNEVER無差別級6人タッグ王座に挑戦し勝利。NEVER無差別級6人タッグ王座の初戴冠した。これまで獲得したチャンピオンベルトはIWGPヘビー級王座・IWGP世界ヘビー級王座のみであったため、IWGP以外の王座、ならびにタッグの王座を獲得したのは今回が初である。
6月25日、AEWと新日本の合同興行、FOBBIDEN DOORにてメインイベントでブライアン・ダニエルソンと対戦するも、2015年8月の中邑戦以来約8年振りのギブアップ負けを喫した。

#### 2024年
1月19日、新日本が団体公式ホームページでオカダが2024年1月末の新日本との複数年契約が満了後、契約を更新せずに退団することを発表。2月1日からフリーとなることを受け、次期シリーズの2月以降のカードが一部変更され、2月の出場は11日大阪大会、23・24日札幌大会の3大会のみの参戦予定となる。1月24日の後楽園ホール大会で、棚橋弘至、石井智宏と保持するNEVER無差別級6人タッグ王座の防衛戦を行い、万感の思いを込めたレインメーカーポーズからレインメーカーを叩き込み3カウントを奪って新日本プロレス所属最終戦を有終の美を飾って守り抜いた。試合後のマイクで「もう泣きたくないです。もう散々泣いてきたから。17年間、熱い、熱い声援…」と言いかけたところで言葉に詰まり、大粒の涙を流した。やっと涙をぬぐうと「最後にベルトを巻くことができたけど、今日で返上します」とタイトル返上を口にした。

### AEW時代
2024年3月7日（日本時間）、AEWと契約を結んだことが発表された。同日放送のAEWダイナマイトではAEWのリングに姿を現し、ヤング・バックスのマイクアピールの最中に乱入したエディ・キングストンに対しレインメーカーを決めると、ヤング・バックスと握手を交した。同月20日コカ・コーラ・コロシアムでのAEWダイナマイトでエディが保持するAEWコンチネンタル王座 に挑戦し勝利。日本人男子で初めてAEWシングル王座を獲得した。

## 人物
- ゲン担ぎとして、ビッグマッチ前は牛丼を食べている[61]。2012年のIWGP初挑戦の際に緊張して食欲がなく、それでも何か食べなければと試合会場近くにあった牛丼店に入った結果、試合に勝利したため、牛丼はゲン担ぎとなった。ベストは吉野家で、食べるのは紅ショウガなどのトッピングをつけないシンプルな牛丼である[61]。
- 病院などでの注射が苦手で、どうしても打つ必要がある際は看護師に手を握ってもらっていたことがある。嫌いな色は緑。[要出典]
- 2022年に三森がテレビ番組で明かしたところによれば、プロポーズは朝4時ぐらいに彼女を起こして富士山のふもとへ愛車で向かい、トランクからバラ100本を出して「タッグ組むぞ」と告げた[62]。緊張のあまり、指輪も紙袋ごと渡したために「50点ぐらい」と評価されたが、番組で改めて感謝を述べた結果、感激した三森に「今やっと100点」と評価されている[62]。
- 趣味はテレビゲーム[63]。
- 大のサッカーファンとしても知られ[64]、イングランドのフットボールクラブであるマンチェスター・シティのファンであることを公言している、マンチェスター・シティの中で特に好きな選手はケヴィン・デ・ブライネ[65]。日本のJリーグクラブの中ではFC東京のファンであり[66]、FC東京のイベントにも度々出演している[67][68]。小川諒也、松木玖生、斎藤学などプロサッカー選手たちともプライベートで交友関係がある[69][70][71]。

## 得意技

### フィニッシュ・ホールド

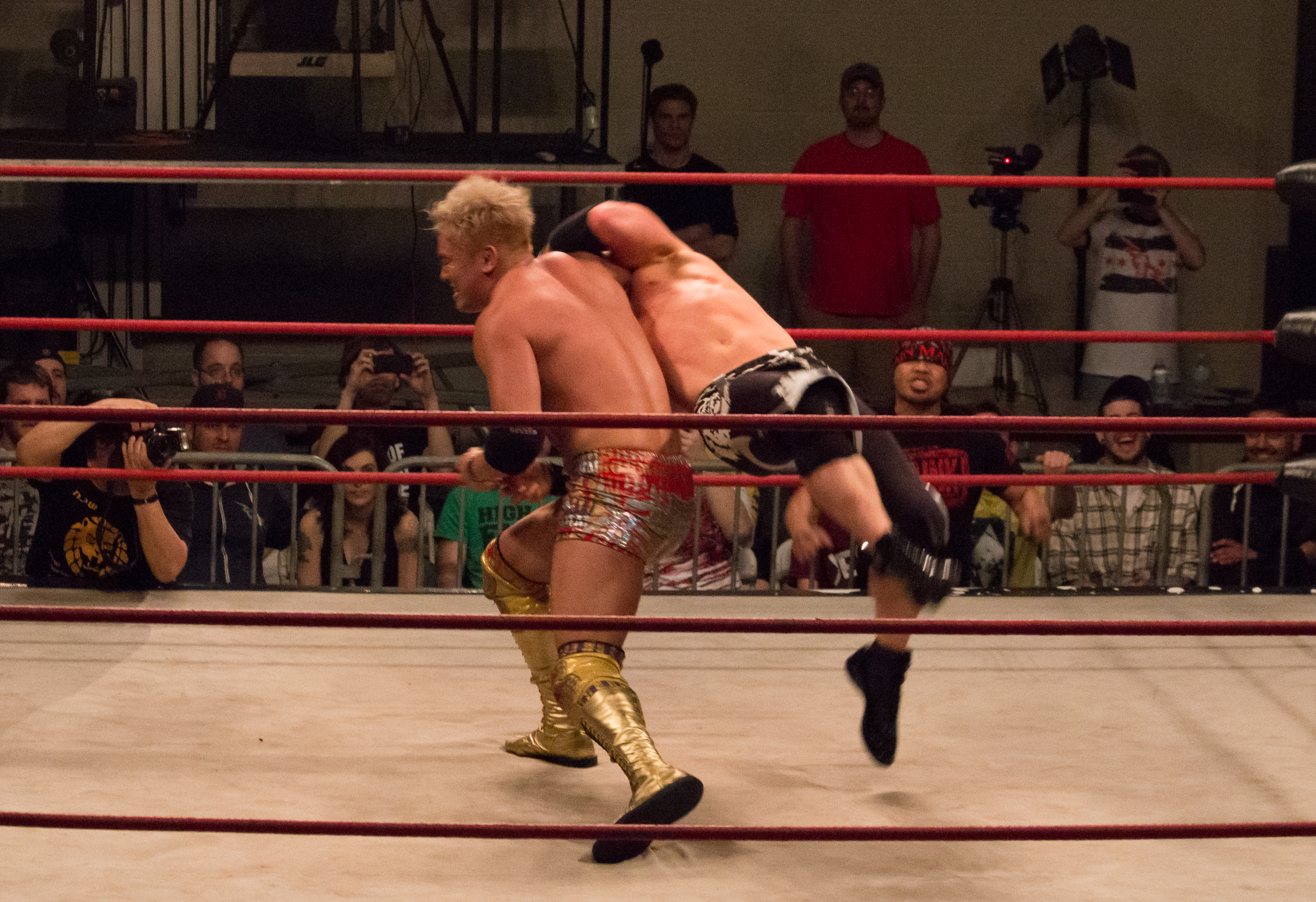
レインメーカー
凱旋帰国後のオカダのオリジナルにして代名詞的なフィニッシュ・ホールドで、変形のショートレンジ式アックスボンバー。初期はネックブリーカー・ドロップ式だった。
マネークリップ
変形のコブラクラッチ。

### 打撃技
ドロップキック
打点が高いと評される。

### 投げ技
ツームストーン・パイルドライバー
旋回式変形エメラルド・フロウジョン
レインメーカーへの繋ぎ技として使用されることが多い。
リバース・ネックブリーカー

### 飛び技
ダイビング・エルボー・ドロップ

## 入場テーマ曲
- RAIN MAKER

自身の必殺技、ニックネームと同名の凱旋帰国後のテーマ曲。2012年1月 - 現在まで使用。
前奏付きでアレンジが施されているテーマ曲は「RAIN MAKER-20130104-」の名称で知られ、2013年1月4日に初披露となっている。
これまでに様々なアレンジが施され、2018年にキャラが変わった際に曲目が「RAIN MAKER-laevatein-」に変わった。現在の曲名は「RAIN MAKER-NEXT LEVEL-」になっている。
- Kick it, that makes funk me

2008年4月 - 2010年1月まで使用。
- セフィーロ・レディオ・カムバック-青春最下位- / マキシマムザホルモン

2007年8月まで使用。
- TOUGH BOY

最初期のテーマ曲。
- 振られ気分でロックンロール

メキシコでのデビュー戦にて

## 決め台詞
- 「○○に金の雨が降るぞ〜！」

主に興行の締めに使用される。○○には「新日本プロレス」「プロレス界」あるいは興行の開催地などが入る。当初はスポークスマンの外道が発していたが、現在はオカダ自身が発している。
- 「特にありません」

対戦相手に関する質問をされた時などに眼中にない意図で発言される。
- 「○○さん、お疲れさまでした」

主に先輩レスラーへの侮辱としての意味合いで使用されるが、オカダのベビーフェイス色が強くなってからは、賛辞の言葉としても使用される。
- 「3つ言わせて下さい」

こちらも興行の締めで使用される。内容は対戦相手への感想や今後の展望、次回興行や関連商品の告知などで、3つ目は上述の「特にありません」と言った後「と、言いたいところですが」と繋がる事が多い。
- 「プロレスラーは超人です」

2017年5月のレスリングどんたくの試合後に発した言葉。本間朋晃や自らの前回の防衛戦の相手であった柴田勝頼が相次いで欠場し危険な技の応酬を危惧する声が多くなっていたがそのような意見を突っぱねて見せた。
- その他、凱旋帰国以降オカダは原則として、たとえ敵対勢力・他団体の選手であっても先輩レスラー（外国人選手を除く）に対しては名前に「さん」をつけ敬語を崩さず、そのまま相手を見下すような発言を行うことによってキャラクター像を作り上げている。ただし激昂した時には敬語を崩すこともあり、2018年の棚橋弘至戦のように、相手を侮辱するためにあえて呼び捨てにすることもある。

## タイトル・表彰
AEW
- AEWインターナショナル王座 : 1回（第12代）
- AEWコンチネンタル王座 : 1回（第2代）
- コンチネンタル・クラシック 優勝 : 1回（2024年）

新日本プロレス

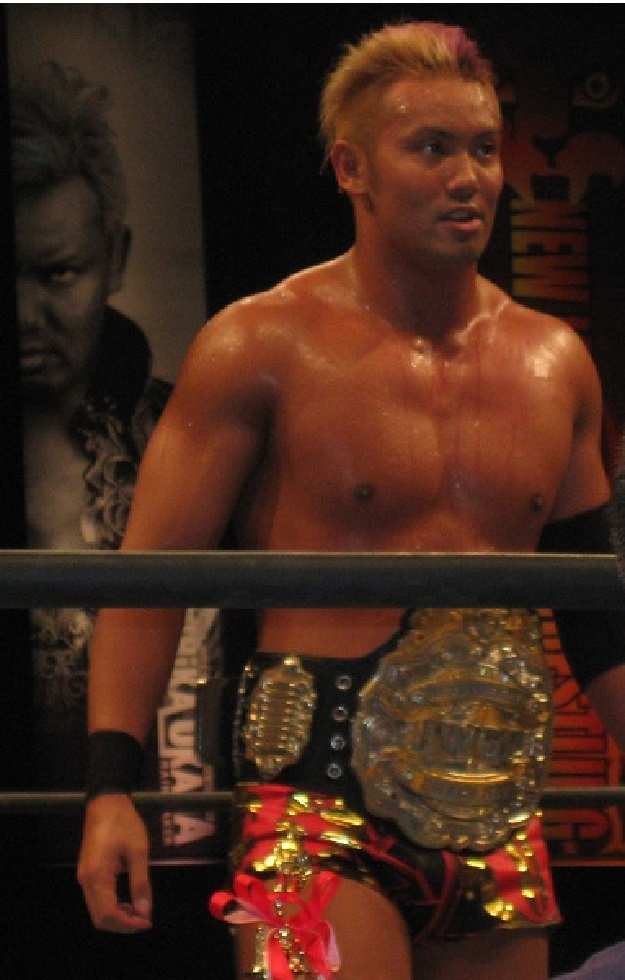
第57代王者時代

- IWGP世界ヘビー級王座 : 2回（第4代、第6代）
- IWGPヘビー級王座 : 5回（第57代、第59代、第63代、第65代、第69代）

歴代最長保持期間、最多連続防衛、最多通算防衛記録保持者。
- NEVER無差別級6人タッグ王座 : 1回（第26代）（パートナーは棚橋弘至&石井智宏）
- G1 CLIMAX 優勝 : 4回 （2012年、2014年、2021年、2022年）

最年少優勝記録保持者。
- NEW JAPAN CUP 優勝 : 2回（2013年、2019年）

最年少優勝記録保持者。
闘龍門MEXICO
- ヤングドラゴン杯 優勝 : 1回（2005年）

プロレス大賞
- 最優秀選手賞（2012年、2013年、2015年、2019年、2022年）
- 年間最高試合賞
  - 2012年（6月16日大阪府立体育会館、IWGPヘビー級選手権試合、オカダ・カズチカ vs.棚橋弘至）
  - 2014年（8月10日西武ドーム、G1 CLIMAX 24 優勝決定戦、オカダ・カズチカ vs.中邑真輔）
  - 2015年（11月15日天龍源一郎引退興行・両国国技館：天龍源一郎引退試合、 天龍源一郎 vs.オカダ・カズチカ）
  - 2016年（7月18日北海道立総合体育センター：G1 CLIMAX26  Aブロック公式リーグ戦、 丸藤正道 vs.オカダ・カズチカ）
  - 2017年（1月4日東京ドーム、IWGPヘビー級選手権試合、オカダ・カズチカ vs.ケニー・オメガ）
  - 2018年（6月9日大阪城ホール、IWGPヘビー級選手権試合3本勝負、オカダ・カズチカ vs.ケニー・オメガ）
  - 2019年（10月14日両国国技館、IWGPヘビー級選手権試合、オカダ・カズチカ vs.SANADA）
  - 2020年（1月5日東京ドーム、IWGPヘビー級&IWGPインターコンチネンタルダブル選手権試合、オカダ・カズチカ vs.内藤哲也）
  - 2022年（8月18日日本武道館、G1 CLIMAX 32 決勝戦、オカダ・カズチカ vs.ウィル・オスプレイ）

日刊バトル大賞 プロレス部門
- 最優秀選手賞（2012年、2013年、2015年、2017年、2021年、2022年）
- 歴代最高試合
  - 2012年（2月12日大阪府立体育会館、IWGPヘビー級選手権試合、棚橋弘至 vs.オカダ・カズチカ）
  - 2014年（8月10日西武ドーム、G1 CLIMAX 24 優勝決定戦、オカダ・カズチカ vs.中邑真輔）
  - 2017年（1月4日東京ドーム、IWGPヘビー級選手権試合、オカダ・カズチカ vs.ケニー・オメガ）
  - 2018年（6月9日大阪城ホール、IWGPヘビー級選手権試合3本勝負、オカダ・カズチカ vs.ケニー・オメガ）
  - 2019年（2020年1月5日東京ドーム、IWGPヘビー級&IWGPインターコンチネンタルダブル選手権試合、オカダ・カズチカ vs.内藤哲也）
  - 2022年（8月18日日本武道館、G1 CLIMAX 32 決勝戦、オカダ・カズチカ vs.ウィル・オスプレイ）
  - 2023年（8月13日両国国技館、G1 CLIMAX 33 決勝戦、オカダ・カズチカ vs.内藤哲也）

## イメージキャラクター
- フューチャーカード バディファイト（「バディファイト・オフィシャル最強サポーター」略して“BOSS”）2014年 - 2016年
- カードファイト!! ヴァンガード （2016年12月より放送された新TVコマーシャルにてミラ・ジョヴォヴィッチと対決した。）
- Yahoo! toto（BIG今だけ最高10億円 カネの雨が降るぞ!!キャンペーン[88]）2015年6月 –
- モスバーガー[89] 「きんにくにくバーガー」[90]（監修担当[91]）2022年

## メディア出演

### テレビドラマ
- アタシんちの男子（2009年、フジテレビ） - 萬菜庵五郎 役
- ファイヤーレオン（2013年、TOKYO MX） - 本人役
- 民王 最終話（2015年9月18日、テレビ朝日） - 本人役[92]
- 99.9-刑事専門弁護士-（TBS）
  - SEASON I 第5話（2016年5月15日） - 外道と共に「プロレスラー」として本人役で出演
  - SEASON II 第1話（2018年1月14日） -「いとこんち」の客として本人役で出演
- ひねくれ女のボッチ飯 第4話（2021年7月16日、テレビ東京） - 警備員 役[93]
- ラジエーションハウスII 特别編（2021年12月20日、フジテレビ） - 姫野葵 役
- 『星新一の不思議な不思議な短編ドラマ』『ずれ』（2022年7月12日、NHK BS4K・BSプレミアム）[94]
- 警視庁アウトサイダー 第1話（2023年1月5日、テレビ朝日） - 本人 役[95]

### テレビアニメ
- バディファイト 真夏の激熱SP!!ふなっしー VS オカダ・カズチカ （2014年8月16日、テレビ東京） -  実写パート主演・本人役[96]
- フューチャーカード バディファイト100 （2016年1月30日 - 2月6日、テレビ東京） -  本人役

このほかに2016年のテレビアニメ『タイガーマスクW』では劇中のキャラクターとして「オカダ・カズチカ」が登場している（声優は森田成一）。

### バラエティ
- おはスタ（2014年1月31日・2月28日、テレビ東京）
- マツコの知らない世界（2016年9月27日、TBS）
- 行列のできる法律相談所（2019年6月23日、日本テレビ）
- 有吉ぃぃeeeee!そうだ!今からお前んチでゲームしない?（2021年10月17日・12月19日 、テレビ東京）
- くりぃむナンタラ（2022年6月19日、テレビ朝日）
- THEスピリット（2023年1月10日 ‐ 、フジテレビ）

### 映画
- ピカ☆★☆ンチ LIFE IS HARD たぶん HAPPY（2014年、ジェイ・ストーム）- 本人役
- パパはわるものチャンピオン（2018年9月、ショウゲート）- ドラゴンジョージ 役[97]
- 99.9-刑事専門弁護士-THE MOVIE（2021年12月30日、松竹） - 本人 役
- アントニオ猪木をさがして（2023年10月6日、ギャガ）[98]

### アニメ映画
- DCスーパーヒーローズvs鷹の爪団（2017年10月21日公開、ワーナー・ブラザース） - 本人 役

### 吹き替え
- ブラックアダム（2022年12月2日公開、ワーナー・ブラザース映画） - インターギャング 役[99]

### ラジオ
- オカダ・カズチカのオールナイトニッポン０（ZERO）（2019年4月13日、ニッポン放送）
- オカダ・カズチカ SUNDAY RAINMAKER（2020年4月5日 - 2021年3月28日[100]、TOKYO-FM）[101]
- オカダ・カズチカ　ラージオオシャベリング（2021年4月12日 - 、AuDee）

### ゲーム
- 龍が如く6 命の詩。（2016年12月8日、セガ） - JUSTIS六狂人・オカダ・カズチカ 役[102]

### ミュージックビデオ
- 「GET READY」サイプレス上野とロベルト吉野（2016年12月1日）[103]

## 著書

### 単行本
- 人生に金の雨を降らせる黄金律（レインメーカールール）（2014年9月、ベースボールマガジン社）ISBN 978-4-583-10757-8[104]
- 新日本プロレスブックス オカダの部屋（2016年12月17日、イースト・プレス）
- 「リング」に立つための基本作法（2021年12月25日、幻冬舎）[105]

### 写真集
- オカダ・カズチカ I'm O.K.!（2015年11月6日、主婦と生活社、撮影：堤隆繁）